# Zilka Salaberry
Zilka Nazareth Mayer de Sallaberry, conocida artísticamente como Zilka Sallaberry (Río de Janeiro, 31 de mayo de 1917 — ibíd. 11 de marzo de 2005) fue una actriz brasileña.

## Biografía
Obtuvo grandes éxitos con personajes de telenovelas, como la Sinhana de Irmãos Coragem, Donana Medrado de O Bem Amado y Dona Benta en Sítio do Pica-Pau Amarelo, el papel que más la marcaría en su carrera. Debido a sus actuaciones en esas series infantiles, Zilka pasó a pertenecer al imaginario infantil de varias generaciones de brasileños, siendo reconocida por el público como la Vovó Benta.
De familia de artistas, era hija de la actriz y conductora de radio Luiza Nazareth, nieta materna de Angela Dias y de Cândido Nazareth y hermana de las actrices Alair Nazareth y Lourdes Mayer. Fue la esposa del actor Mario Sallaberry.
Formada en Economía, ejerció poco tiempo esa profesión. Luego de su casamiento con Mario Sallaberry de Carvalho, que era actor, desarrolló actuaciones en el teatro, adoptando además el apellido de su esposo: Sallaberry. Se inició en el Teatro Municipal de Niterói, con un pequeño papel, donde gustó y se emocionó mucho. Después, ingresó en la Compañía de Procópio Ferreira; y a continuación, en la de Dulcina de Morais. Sus papeles fueron mejorando, logrando entonces hacer importantes piezas, y siempre más comedias que dramas. Trabajó también con Alda Garrido y con Dercy Gonçalves. 
Hizo sus inicios como actriz profesional en el filme "Cidade-mulher" (1936), de Humberto Mauro. Transgresora de las costumbres moralistas, fue la primera en quitarse la ropa en el escenario, en 1950, en la pieza A Copa do Mundo. Cuando se iba a desnudar del vestuario, las luces se apagaban.
En la televisión, estrenó en 1956, en la desaparecida TV Tupi de Río de Janeiro, específicamente en el programa Câmera Um. Al año siguiente actuó en la telenovela A canção de Bernadete. 
Durante diez años, participó del Teatrinho Trol, programa que adaptaba cuentos infantiles, donde siempre le cabía a Zilka siempre el papel de la bruja.
Después de pasar por la TV Rio, volvería a la TV Tupi, para a continuación ir a la TV Globo en 1967, estrenando la telenovela A Rainha Louca. En esa emisora, realizó sus trabajos más importantes, como Irmãos Coragem, O Bem-amado, O Casarão, Que Rei Sou Eu?, O Primo Basílio, y Vale Tudo. 
Su último papel en la TV fue en Esperança (2002), de Benedito Ruy Barbosa, año en que también actuó en el filme "Xuxa e os Duendes 2".

## En la cinematografía
Observación: actuaciones incompletas
- 1965 - Society em Baby-Doll[4]
- 2001 - Xuxa e os Duendes - Cléo
- 2002 - Xuxa e os Duendes 2 - No Caminho das Fadas - Cléo

## En la televisión

### Telenovelas
- 1957 - A Canção de Bernadete
- 1963 - Pouco Amor não é Amor
- 1964 - O Acusador
- 1965 - Rosinha do Sobrado - Maria
- 1967 - A Rainha Louca - Marquesa Jazira
- 1967/1968 - Sangue e Areia - Liana
- 1969 - A Ponte dos Suspiros - Clara
- 1969 - A Última Valsa - Lorena
- 1969/1970 - Véu de Noiva - Tia Cora
- 1970 - Irmãos Coragem - Sinhana Coragem
- 1971/1972 - O Homem que Deve Morrer - Bárbara
- 1972/1973 - O Bofe - Carlota Vidigal
- 1973 - O Bem-amado - Donana Medrado
- 1974 - Supermanoela - Carolina
- 1974/1975 - Corrida do Ouro - Kiki Vassourada
- 1975 - Senhora - Firmina Mascarenhas
- 1976 - O casarão - Mercedes
- 1988/1989 - Vale Tudo - Ruth
- 1989 - Que Rei Sou Eu? - Gaby
- 1990/1991 - Araponga - Dona Marocas
- 1998 - Corpo Dourado - Irmã Celeste
- 1998 - Pecado Capital - Bá

### Miniseries
- 1986 - Memórias de um Gigolô - Bianca Perla
- 1988 - O primo Basílio - Vitória Soares
- 1992 - Teresa Batista - Veneranda
- 1995 - Engraçadinha... Seus Amores e Seus Pecados - Tia Ceci

### Series
- 1956 - Teatrinho Trol - varios personajes
- 1961 - Pluft, o Fantasminha - Pandora
- 1972 - Meu Primeiro Baile - Emilia
- 1977-1986 - Sítio do Picapau Amarelo - Dona Benta
- 1988 - Tarcísio e Glória - Dona Neném
- 1995-1999 - Você Decide - ella misma

### Participaciones especiales
- 1964 - Vitória
- 1964 - Sonho de Amor
- 1983 - Parabéns pra Você - Cartomante
- 1986 - Cambalacho - Juíza
- 1987 - O outro - Cigana
- 1995 - Irmãos Coragem
- 2000 - Bambuluá - Fada Madrinha
- 2000 - Zorra Total - Mãe de Santinha
- 2002 - Tierra Esperanza - vecina italiana

## Teatro
- 1957 - Adorável Júlia
- 1959 - O Mambembe
- 1959 - O Cristo Proclamado
- 1960 - Com a Pulga Atrás da Orelha
- 1960 - O Velho Ciumento
- 1961 - O Médico Volante
- 1961 - Os Ciúmes de Um Pedestre
- 1962 - Beijo no Asfalto
- 1964 - O Homem, a Besta e a Virtude
- 1970 - A Preguiça
- 1971 - O Camarada Miussov

## Honores

### Eponimia
La actriz fue honrada por el Centro de Investigación y Estudio de Teatro Infantil (Cepetin), desde 2006, con el "Premio Zilka Salaberry de Teatro Infantil", con diez diferentes trofeos a la profesión teatral
- Escuela Municipal de Enseñanza Fundamental Zilka Salaberry de Carvalho, en Rua Solar, 275, Cachoeirinha, São Paulo[6]